# 赖美云
赖美云（1998年7月7日—），中国大陆女歌手，出生于广东深圳。早期为百合少年合唱团成员，参加过SNH48女团招募。2015年初成为SING女团第一期练习生，同年8月以该组合成员身份正式出道。2018年参加腾讯视频偶像女团竞演养成类真人秀节目《创造101》，最终在总决赛获得第六名，成功加入限定女团火箭少女101。2020年6月23日，火箭少女101到期解散，现以个人身份进行演艺活动。

## 早年经历
赖美云出生于广东省深圳市的一个单亲家庭，从小跟着母亲一起长大。就读深圳高级中学期间，曾以第一名的成绩加入百合少年合唱团，获得过第八届世界合唱比赛金奖。此外，她还连续三次参加SNH48女团招募，但皆以落选告终。

## 演艺事业

### 2015年－2018年：SING女团时期
2015年初，赖美云成为SING女团一《疯狂的丛林》点映会。3月下旬，随团先后出席广州新音乐十大金曲排行榜2015年度颁奖典礼以及酷音乐亚洲盛典，分别获得“最佳网络直播艺人”和“酷音乐流行榜年度最热彩铃”奖项。7月，发行首张团体数字音乐精选辑《致青春》，该专辑总共收录SING女团发表过的八首热门曲目。9月，推出团体首张实体专辑《加油加油》。12月29日，参加斗鱼直播偶像女团竞演养成类节目《天生是优5》。
2017年1月15日，赖美云晋级《天生是优5》六强，一周后于总决赛第一场止步。7月中旬，获得QQJOY·X次元盛典个人奖项“宅舞达人奖”及团体奖项“原创音乐达人奖”。8月9日，出演少儿电视剧《快乐酷宝》第三季；隔日，参加SING女团出道两周年生日会。9月上旬，随团亮相“校际音超联赛”发布会，献唱官方主题曲《冒险时代》。11月29日，于首届亚洲音乐盛典夺得“年度人气飙升女团”奖项。12月24日，以“半面”为主题举办圣诞团体公演，并通过酷狗直播平台进行全程直播。
2018年1月30日，随团受邀出席NOW直播年度之星颁奖盛典，获“2017年度最佳突破组合奖”。两天后，于2017酷狗直播年度盛典获得“最具突破人气组合奖”。3月，与同组合成员许诗茵、蒋申一起参加腾讯视频偶像女团竞演养成类真人秀节目《创造101》。其中，许诗茵、蒋申分别于第二轮、第四轮淘汰，赖美云则成功进入6月23日的总决赛。

### 2018年－2020年：火箭少女101时期

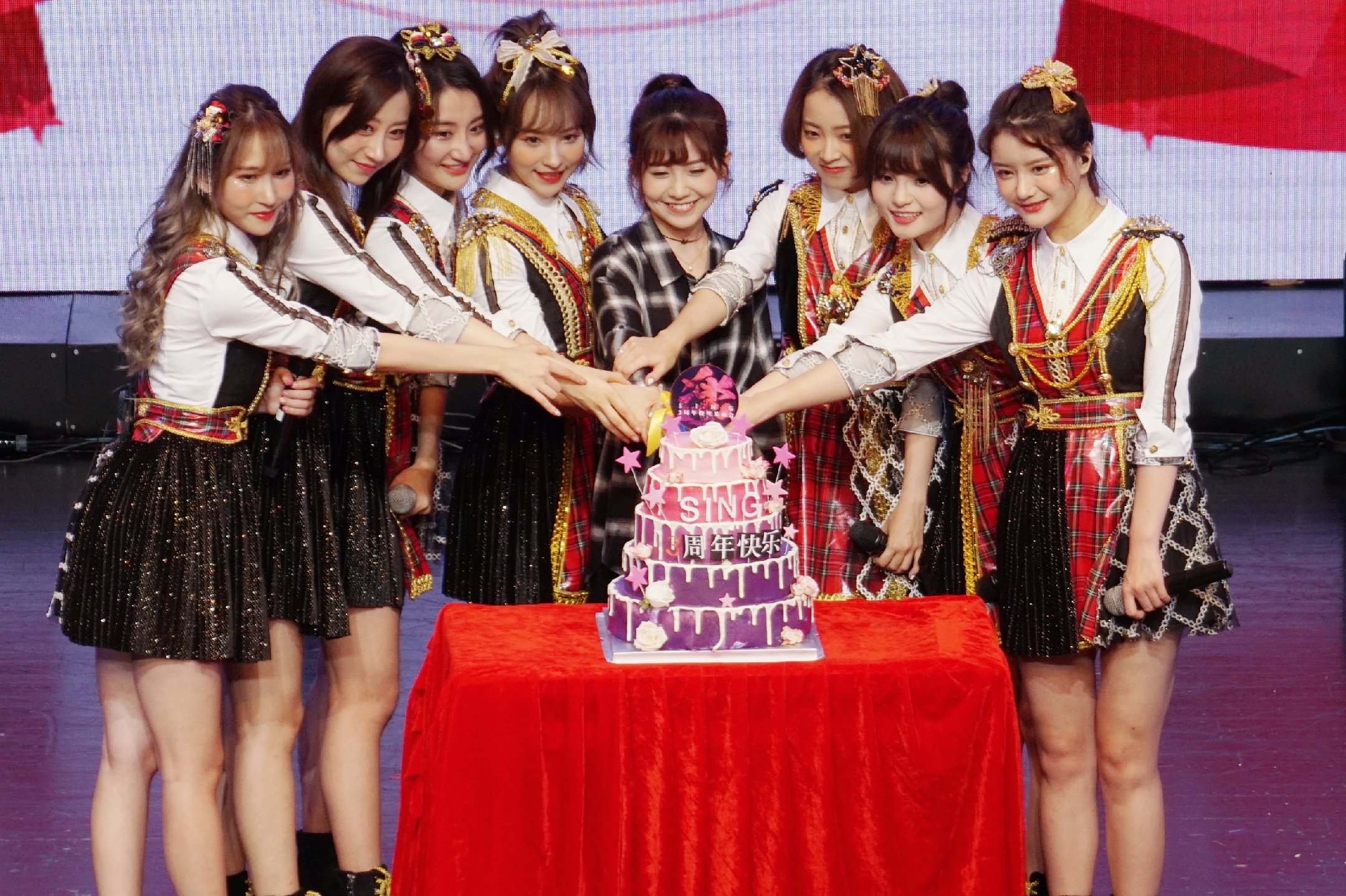
赖美云（中）在SING女团三周年粉丝见面会上

在《创造101》总决赛中，赖美云以第六名的最终成绩加入期间限定女团火箭少女101，开始以火箭少女101成员及哇唧唧哇娱乐旗下艺人之身份进行为期两年的活动；总决赛末尾，与其余十名成员共同演唱首支团体单曲《Rocket Girls》。隔日，参加湖南卫视《快乐中国毕业歌会》，完成成团后的集体首秀。8月18日，发行首张团体专辑《撞》，并于当天举办专辑发布会暨媒体见面会；次日，随团出席亚洲新歌榜2018年度盛典，获得“最受欢迎团体”奖项。8月27日，以神秘嘉宾身份亮相SING女团三周年粉丝见面会。10月，作为选手参加腾讯视频娱体跨界竞技节目《超新星全运会》。12月31日，随团参加湖南卫视“快乐中国2018－2019跨年演唱会”。
2019年1月12日，于上海梅赛德斯奔驰文化中心举办首场团体演唱会。4月8日，随团赴NBA休斯敦火箭队主场演唱《篮球大唱片》EP主题曲《荣誉星球》。6月，加盟腾讯体育真人秀节目《超级企鹅联盟Super3：星斗场》，担任篮球经理人；同月，于浙江杭州举办火箭少女101成团一周年见面会。7月12日，推出个人单曲《下雨了》，该曲目收录于火箭少女101周年团体专辑《立风》。8月，网络剧《极限17：羽你同行》开播，赖美云在剧中饰演自闭症治疗中心员工小羽。同月参与录制《超新星全运会》第二季。10月25日，随火箭少女101发布公益歌曲《一点点光》；11月22日，发布第二支个人单曲《不渺小》
2020年1月1日，发布根据100颗脉冲星的信号制作而成的个人单曲《脉冲星》；1月17日，随火箭少女101发布鼠年贺岁单曲《要嗨森》；2月10日，与其他87位文艺界、体育界志愿者共同合作演唱的公益歌曲《一直到黎明》上线；3月15日，参加的女团个人成长类节目《横冲直撞20岁第二季》正式播出；4月26日，随火箭少女101发布《和平精英》周年庆单曲《ON FIRE》；4月28日，与赵磊合作为电视剧《师爷请自重》演唱的插曲《无涯》上线，随火箭少女101参加腾讯视频音乐团体竞演节目《炙热的我们》。5月25日，随火箭少女101发布告别主题专辑《遇见·再见》；6月23日，随火箭少女101举行《“遇见·再见”火箭少女101告别典礼》。同日，火箭少女101因合约到期而解散，赖美云不再是该组合成员。

### 2020年至今：个体艺人时期
2020年6月24日，赖美云成立了个人工作室，发表个人单曲《女孩与王冠》，这是她成为个体艺人后的首支单曲。于2020年离开SING女团，不再是该团成员。7月16日，参与的腾讯视频明星竞技体育赛事《超新星运动会》正式播出。7月28日，发布为综艺节目《忘不了餐厅》第二季演唱的插曲《等等》。7月31日，发布为动画《狐妖小红娘·金晨曦篇》演唱的概念主题曲《每一次》。8月3日，发布为网络剧《通灵妃》第二季演唱的主题曲《野生姑娘》。9月22日，发布为电视剧《最美逆行者》“幸福社区”篇演唱的篇章主题曲《田字格》。 10月3日，发布为颐和园“铜牛”景点演唱的主题曲《所谓少年》。11月17日，发布个人单曲《鸟与世界的小孩》；11月27日，发布为电视剧《青春创世纪》演唱的片尾曲《夜之光》 。12月3日，与旅行团乐队合作发布个人首张专辑先行曲《太阳洒在海洋的方向》。
2021年1月7日，发布《天谕手游》合作曲《可爱暴击》；1月25日，发布为电视剧《我就是这般女子》演唱的插曲《执卦》。1月25日，出席TMEA腾讯音乐娱乐盛典。2月5日，参与腾讯视频《家族年年年夜饭》录制。3月3日，发布为电影《我的第二故乡》演唱的主题曲《心里的角落》。3月26日，以“飞行合伙人”身份参与浙江卫视音乐综艺《天赐的声音》第二季。4月8日，与王源、王铮亮、那英、郁可唯、周深、周笔畅、黄明昊、韩磊、魏巡等共同演唱系列短剧《理想照耀中国》主题曲《理想》。4月24日，与郑人予为电视剧《乌鸦小姐与蜥蜴先生》演唱片头曲《寻找四叶草》；4月25日起，参与录制浙江卫视常驻综艺《还有诗和远方》第二季；6月7日，与任贤齐合唱为电影《射雕英雄传之降龙十八掌》演唱的主题曲《铁血丹心》上线。6月29日， 参与《人民日报》“中国大合唱”5G云歌会；7月23日，主演的古装甜宠喜剧《我的女主别太萌》在腾讯视频开播，在剧中饰演九公主江萌萌；7月26日，发布首张个人专辑《出发，地平线！》。

## 音乐作品

### 专辑
| 發行順序 | 專輯資料                                                                                            | 曲目 |
| 1st      | 《出發，地平線!》 - 發行日期：2021年7月26日 - 唱片公司：廣州齊鼓文化傳播有限公司 - 類型：錄音室專輯 | 曲目 1. 告別，鋼鐵森林(INTRO) 2. 太陽灑在海洋的方向 3. 過濾鏡 4. 冬空下 5. 戀與四季 6. 對流層 7. 深海，夢境，島嶼(INTERLUDE) 8. 出发，地平线！ 9. 雨中語 10. 仲夏幻想谱 11. 下个转身 12. 世界与你有关 13. 從現在，開始(OUTRO) |
| 2nd      | 《旅夢》 - 發行日期：2023年2月14日 - 唱片公司： - 類型：                                            | 曲目 1. 時光機 2. Like you 3. 關掉月亮 4. 流光 |

### 单曲
| 年份   | 日期     | 歌曲名稱 | 作詞                | 作曲                                                 | 備註                                                   | MV |
| 2018年 | 12月28日 | 《101个愿望》 （合作演唱者：杨超越、傅菁） | 易家揚              | Kevin Charge / KOUDAI IWATSUBO / Caroline Gustavsson | QQ音樂單人助燃通道TOP2、3、4福利                       | ★  |
| 2019年 | 1月14日  | 《福氣拱拱來》 （合作演唱者：孟美岐、吴宣仪、段奥娟）                                                                                                 | TNK                 | TNK                                                  | 電影《熊出沒·原始時代》片尾曲                          | ★  |
| 2019年 | 7月12日  | 《下雨了》 | 赖美云、代岳东      | 韩娇娇                                               | 火箭少女101第二張專輯《立風》成員個人單曲              | ★  |
| 2019年 | 8月9日   | 《Never Stand Still》 （合作演唱者：杨超越、徐梦洁）                                                                                                  | 代岳东              | 姚云                                                 | 网络剧《极限17：羽你同行》推广曲                       |    |
| 2019年 | 8月28日  | 《花都開好了》 （合作演唱者：紫寧、李紫婷） | 施人诚              | 左安安                                               | 网易云「青春重置计划」Track 10 原唱为SHE               |    |
| 2019年 | 11月22日 | 《不渺小》 | 赖美云、代岳东      | 张叶帆                                               | QQ音樂《立风》單人助燃通道第2福利单曲                  | ★  |
| 2020年 | 1月1日   | 《脉冲星》 | 顾钊羽、汪哲俊      | 钟婉芸、丁聪                                         | 酷狗音乐人星曜计划主题曲                               |    |
| 2020年 | 4月28日  | 《无涯》 （合作演唱者： 赵磊） | 张不贰              | Daryl K 王凯玉                                       | 网络剧《师爷请自重》片尾曲                             | ★  |
| 2020年 | 6月24日  | 《女孩与王冠》 | 唐恬                | 李偲菘                                               | 22岁生日单曲                                           | ★  |
| 2020年 | 7月28日  | 《等等》 | 张畅                | 周富坚                                               | 《忘不了餐厅》第二季插曲                               |    |
| 2020年 | 7月31日  | 《每一次》 | 邓舒月、袁文睿      | 袁文睿                                               | 动画《狐妖小红娘·金晨曦篇》概念主题曲                  | ★  |
| 2020年 | 8月3日   | 《野生姑娘》 | 苌江                | 赵紫竹                                               | 网络剧《通灵妃》第二季主题曲                           | ★  |
| 2020年 | 9月22日  | 《田字格》 | 郝蕾/牛琮玺         | 郝蕾                                                 | 央视抗疫题材电视剧《最美逆行者》幸福社区篇章主题曲     | ★  |
| 2020年 | 9月24日  | 《小小》 | 方文山              | 周杰倫                                               | TME返場特別企劃 原唱:容祖兒                            |    |
| 2020年 | 10月3日  | 《所謂少年》 | 安九                | 陳鵬傑                                               | 古風大碟《頤和風華》銅牛主題曲                         |    |
| 2020年 | 11月17日 | 《鳥與世界的孩子》 | 王韻韻              | Daryl K、王凱玉                                      | TME《如初之光》企劃EP08                                |    |
| 2020年 | 11月27日 | 《夜之光》 | 臨暮                | 黃宇哲                                               | 電視劇《青春創世紀》片尾曲                             |    |
| 2020年 | 12月3日  | 《太陽灑在海洋的方向》 （合作演唱者：旅行團樂隊） | 孔一蟬、賴美雲      | 孔一蟬                                               | 賴美雲首張個人專輯《出發，地平線!》先行曲              | ★  |
| 2020年 | 12月16日 | 《如翡》 （合作演唱者：王晰） | 張靖怡              | 劉炫豆                                               | 電視劇《有翡》插曲                                     |    |
| 2021年 | 1月5日   | 《可愛暴擊》 | 冉語優              | 苟音                                                 | 手遊《天諭》推廣曲                                     | ★  |
| 2021年 | 1月13日  | 《過濾鏡》 | 周洁穎、流水紀      | 李智聖霖                                             | 賴美雲首張個人專輯《出發，地平線!》喚醒曲              | ★  |
| 2021年 | 1月25日  | 《執卦》 | 何洋                | 楊語蕎                                               | 網路劇《我就是這般女子》插曲                           |    |
| 2021年 | 2月22日  | 《冬空下》 | 范憶堂              | 胡臻                                                 | 賴美雲首張個人專輯《出發，地平線!》韌性曲              | ★  |
| 2021年 | 3月3日   | 《心裡的角落》 | 魏楠、楊格、 鐘婉芸 | 魏楠、楊格、 鐘婉芸                                  | 電影《我的第二故鄉》主題曲                             | ★  |
| 2021年 | 3月20日  | 《戀與四季》 | 劉嘉星              | 劉嘉星                                               | 賴美雲首張個人專輯《出發，地平線!》萌動曲              | ★  |
| 2021年 | 4月8日   | 《萱草花》 |                     |                                                      | 《天賜的聲音》 原唱:張小斐                             |    |
| 2021年 | 4月8日   | 《理想》 （合作演唱者：王源、王錚亮、那英、郁可唯、周深、周笔畅、黄明昊、韩磊、魏巡）                                                                 | 小柯                | 小柯                                                 | 電視劇《理想照耀中国》主題曲                           | ★  |
| 2021年 | 4月24日  | 《尋找四葉草》 |                     |                                                      | 《乌鸦小姐与蜥蜴先生》片头曲                           |    |
| 2021年 | 4月29日  | 《對流層》 |                     |                                                      | 賴美雲首張個人專輯《出發，地平線!》掙扎曲              | ★  |
| 2021年 | 5月9日   | 《望回》 |                     |                                                      | 還有詩和遠方2                                          | ★  |
| 2021年 | 5月20日  | 《星辰大海》 （合作演唱者：李晨、楊穎、沙溢、鄭愷、黃旭熙、宋雨琦、宋亞軒、劉耀文、嚴浩翔、賀峻霖、宋軼、吳奇隆、竇驍、何昶希、張紹剛、華少、胡海泉） |                     |                                                      | 浙江衛視《520特别版星辰大海》 原唱:黃霄雲              | ★  |
| 2021年 | 6月7日   | 《鐵血丹心》 （合作演唱者：任賢齊） |                     |                                                      | 電影《射鵰英雄傳》主題曲 原唱:羅文、甄妮               | ★  |
| 2021年 | 6月10日  | 《出发，地平线！》 |                     |                                                      | 賴美雲首張個人專輯《出發，地平線!》蜕变曲              | ★  |
| 2021年 | 6月17日  | 《雨中語》 |                     |                                                      | 賴美雲首張個人專輯《出發，地平線!》遺憾曲              | ★  |
| 2021年 | 6月25日  | 《仲夏幻想谱》 |                     |                                                      | 賴美雲首張個人專輯《出發，地平線!》暧昧曲              | ★  |
| 2021年 | 7月5日   | 《下个转身》 |                     |                                                      | 賴美雲首張個人專輯《出發，地平線!》勇敢曲              | ★  |
| 2021年 | 7月6日   | 《明月幾時》 |                     |                                                      | 手遊《决战！平安京》典藏皮膚明月幾時主題曲             | ★  |
| 2021年 | 7月9日   | 《世界与你有关》 |                     |                                                      | 賴美雲首張個人專輯《出發，地平線!》珍惜曲              |    |
| 2021年 | 7月22日  | 《堅信愛會贏》 （合作演唱者：群星） |                     |                                                      | 抗洪致敬版                                             | ★  |
| 2021年 | 7月30日  | 《尋常夢》 |                     |                                                      | 《天官赐福》第一季音乐专辑《世中逢尔》谢怜&三郎 角色曲 | ★  |
| 2021年 | 8月7日   | 《雨燕回正阳》 （合作演唱者：小柯、郝云） |                     |                                                      | 《最美中轴线》第6期                                    | ★  |
| 2021年 | 8月14日  | 《星梦之路》 |                     |                                                      | 《星梦偶像计划广播剧》主題曲                           |    |
| 2021年 | 8月16日  | 《心的舞步》 |                     |                                                      | 《叶罗丽X冰莲花》主題曲                                | ★  |
| 2021年 | 9月14日  | 《甜甜柚子糖》 |                     |                                                      | 《捨我其誰》插曲                                       |    |
| 2021年 | 9月16日  | 《幻想》 （合作演唱者：黄霄雲） |                     |                                                      |                                                        |    |
| 2021年 | 9月29日  | 《听北京说着你好》 |                     |                                                      | 2022冬奥优秀音乐作品                                   | ★  |
| 2021年 | 10月9日  | 《柴米油盐Again》 |                     |                                                      | 《萌妻食神之再结良缘》片头曲                           | ★  |
| 2021年 | 10月22日 | 《千年一叹》 | 李姝                | 任寒冰 陳嘉偉                                        | 电影《沙丘》x敦煌沙漠文化推广曲                        | ★  |
| 2021年 | 10月24日 | 《先吃完再说》 | 高姍                | 高姍                                                 | 《逃不掉的美食纪》主题曲                               | ★  |
| 2021年 | 10月26日 | 《星合》 （合作演唱者：all at once） | Ra-U                | Ra-U                                                 | 腾讯音乐娱乐特别企划「返场」之「重译」EP02 原唱:       |    |
| 2021年 | 10月28日 | 《送你一個擁抱》 （合作演唱者：井朧） | 張暢                | 周富堅                                               | 杭州2022年亚运会                                       | ★  |
| 2021年 | 12月15日 | 《暂停营业中》 | 鄧舒月              | 鄧舒月                                               | 《小敏家》插曲                                         |    |
| 2022年 | 1月10日  | 《不捨》 （合作演唱者：井胧） | 曹德智/付茂华       | Koshin胡臻/三谷秀甫                                  | 2021校园星歌声 原唱:徐佳瑩                             | ★  |
| 2022年 | 1月18日  | 《开局好运fun fun fun》 | 郑志焕              | 王文汐                                               | 欢乐斗地主2022春节主题曲                               | ★  |
| 2022年 | 1月25日  | 《当燃开新》 （合作演唱者：张紫宁，胡宇桐、张欣尧）                                                                                                   |                     |                                                      | 《中央广播电视总台2022网络春晚》開場曲                 | ★  |
| 2022年 | 1月28日  | 《沒什麼是聽戲解決不了的》 |                     |                                                      | 《瓦舍江湖》插曲                                       |    |
| 2022年 | 4月26日  | 《定格结局》 | 关手                | 鹿漫漫                                               |                                                        |    |
| 2022年 | 5月9日   | 《如夢》 | 张靖怡              | 刘炫豆                                               | 《且試天下》插曲                                       |    |
| 2022年 | 5月21日  | 《花宸令》 （合作演唱者：星瞳） |                     |                                                      | QQ炫舞品类十四周年庆主题曲                             |    |
| 2022年 | 6月10日  | 《ONLY IN MY LIFE》 | 杨子骁/徐利鑫       | 高莹                                                 | 《加油!媽媽》插曲                                      |    |
| 2022年 | 6月27日  | 《烏鴉變鳳凰》 | 彭圆圆              | 卢文韬                                               | 《我叫劉金鳳》片尾曲                                   |    |
| 2022年 | 7月5日   | 《心愿》 | LemurF/张卓         | LemurF                                               | 《测不准的阿波连同学》主题曲                           |    |
| 2022年 | 7月25日  | 《不枉不忘》 |                     |                                                      | 《少年派2》插曲                                        |    |
| 2022年 | 9月21日  | 《小拽龙》 | Ziv/Jinny           | CXT                                                  | 地下城与勇士DNF逐龙版本先导曲(白&黑版)                 |    |
| 2022年 | 9月22日  | 《逐龙 (Light the Spark)》 | Ziv                 | Kummer                                               | 地下城与勇士DNF逐龙版本主题曲                          |    |
| 2022年 | 10月1日  | 《我願》 （合作演唱者：井胧） | 流水纪              | 郝雷                                                 |                                                        |    |
| 2022年 | 10月20日 | 《繽紛歡樂頌》 |                     |                                                      |                                                        |    |
| 2022年 | 11月17日 | 《聲息》 | 周洁颖/郑卓群       | 胡小鸥                                               | 电视剧《卿卿日常》插曲                                 |    |
| 2023年 | 3月16日  | 《创造101》 | 赵乾乾/顾玉帆       | Sean Alexander/Darren Smith/Mayu Wakisaka            | 《舞动星闪耀》手游公测主题曲 原唱：《创造101》学员     |    |
| 2023年 | 4月4日   | 《少年谣》 | 西子                | 西子                                                 | 电视剧《春闺梦里人》插曲                               |    |
| 2023年 | 4月16日  | 《小满摸鱼法则》 | 莫敢相忘            | 郑冰冰/姜淳元                                        | 王者荣耀·姬小满英雄共创曲                              |    |
| 2023年 | 10月27日 | 《缤纷一下》 | 健达缤纷乐          | DP龙猪/Swei水/Rays陈袁                               | 健达缤纷乐推广曲                                       |    |
| 2023年 | 11月1日  | 《从前一样》 | 安九                | 陈旭侃                                               |                                                        |    |
| 2023年 | 11月4日  | 《柠檬气泡水》 | 杨雨心              | 王林坛                                               | 电视剧《以爱为营》片头曲                               |    |
| 2024年 | 1月19日  | 《爱会驯服风雨》 | 刘建飞              | 杨安                                                 | 《金屋藏夫》主题曲                                     |    |
| 2024年 | 3月18日  | 《桃花吟》 | 张华旗              | 马原                                                 | 电视剧《花间令》插曲                                   |    |
| 2024年 | 4月12日  | 《花印》 （合作演唱者：橋爪米卡） | 吴姝霆              | Jaydope/Moon Yeon                                    | 电视剧《惜花芷》插曲                                   |    |

## 影视作品

### 電影
| 年份   | 電影名稱     | 角色   | 備註     |
| 2018年 | 《不良千金》 | 不適用 | 客串出演 |
| 2024年 | 《花千骨》   | 糖宝   |          |

### 電視劇
| 年份   | 戲劇名稱             | 播出平台           | 角色          | 備註                                       |
| 2018年 | 《快乐酷宝》第三季   | 南方电视台少儿频道 | 奈奈          | 狼王隊機器人指揮員，擁有的機器人為赤云兔。 |
| 2019年 | 《极限17：羽你同行》 | 芒果TV 腾讯视频    | 小羽          | 自闭症治疗中心员工                         |
| 2021年 | 《我的女主別太萌》   |                    | 江萌萌/江小萌 |                                            |
| 2024年 | 《金屋藏夫》         | 爱奇艺             | 金夏          |                                            |

### 固定綜藝節目
注：此章节所列出的团体综艺不包括赖美云未参加的部分，更多相关团体综艺详见“SING女团#綜藝節目”和“火箭少女101#综艺节目”
| 年份           | 播出平台         | 節目名稱                             | 備註                        |
| 2015年         | 优酷视频         | 《偶像来了-S.I.N.G养成日志》         | 练习生                      |
| 2016年－2017年 | 斗鱼直播 爱奇艺  | 《天生是优5》网络版                  | 选手                        |
| 2018年         | 騰訊視頻         | 《創造101》                          | 练习生                      |
| 2018年         | 腾讯视频         | 《超新星全運會2018》                 | 选手                        |
| 2018年－2020年 | 腾讯视频         | 《火箭少女101研究所》                | 火箭少女101专属小团综       |
| 2019年         | 腾讯视频         | 《橫衝直撞20歲》                     | 火箭少女101专属大团综第一季 |
| 2019年         | 騰訊體育         | 《超级企鹅联盟Super3：星斗场》       | 擔任藍隊籃球經理人          |
| 2019年         | 腾讯视频         | 《超新星全運會2019》                 | 选手                        |
| 2020年         | 腾讯视频         | 《橫衝直撞20歲第二季：很高興認識你》 | 火箭少女101专属大团综第二季 |
| 2020年         | 腾讯视频         | 《炙热的我们》                       | 选手                        |
| 2020年         | 腾讯视频         | 《超新星全運會2020》                 | 选手                        |
| 2021年         | 浙江衛視         | 《還有詩和遠方2》                    | 固定嘉賓                    |
| 2022年         | 芒果TV、騰訊視頻 | 《閃亮的日子第二季》                 | 固定嘉賓                    |
| 2022年         | 騰訊視頻、WeTV   | 《戰至顛峰》                         | 固定嘉賓                    |

## 荣誉及奖项
| 年份   | 颁发单位/典礼   | 获颁奖项   | 获奖作品     | 结果 |
| 2017年 | QQJOY·X次元盛典 | 宅舞达人奖 | 《桃源恋歌》 | 獲獎 |

## 外部連結
- 赖美云在互联网电影资料库（IMDb）上的資料（英文）
- 赖美云在豆瓣上的资料（简体中文）
- 赖美云的新浪微博
- 赖美云官方工作室的新浪微博
- 赖美云的Instagram帳戶
- 赖美云的哔哩哔哩个人空间
- 赖美云的抖音账号
- 赖美云的小红书账号
- 赖美云的快手账号